# All Aboard (film 1915 Christie)
All Aboard è un cortometraggio muto del 1915 diretto da  Al Christie. Prodotto dalla Nestor e distribuito dall'Universal Film Manufacturing Company, aveva come interpreti Eddie Lyons, Lee Moran, Victoria Forde, Stella Adams e Harry L. Rattenberry.

## Produzione
Il film fu prodotto da Henry Lehrman per la Nestor Film Company.

## Distribuzione
Distribuito dall'Universal Film Manufacturing Company, il film - un cortometraggio in due bobine - uscì nelle sale cinematografiche statunitensi il 12 febbraio 1915.